# Долини (Стародобротвірський старостинський округ)
Долини — село в Україні, в Шептицькому районі Львівської області. Населення становить 152 особи.